# Uwe John (Jurist)
Uwe John (* 22. September 1942 in Königsberg; † 6. April 1985 in Saarbrücken) war ein deutscher Jugendbuchautor, Rechtswissenschaftler und Hochschullehrer.

## Leben
Uwe John wurde im heutigen Kaliningrad geboren, wo sein Vater als Bediensteter der Reichspost arbeitete. Schon der Vater und Großvater Johns waren Juristen. John ging in Bad Segeberg, Kiel und Stuttgart zur Schule. Von 1962 bis 1966 studierte er Rechtswissenschaften in Tübingen und Freiburg. 1969 wurde er bei Joseph Georg Wolf in Freiburg mit einer Arbeit über die „Auslegung des Legats von Sachgesamtheiten im römischen Recht bis Labeo“ promoviert. 1971 bestand John die Zweite Juristische Staatsprüfung. Danach wurde er Wissenschaftlicher Assistent bei Hans-Martin Pawlowski an der Universität Mannheim. Dort wurde er zu Beginn des Sommersemesters 1976 aufgrund der Abhandlung „Die organisierte Rechtsperson, System und Probleme der Personifikation im Zivilrecht“ habilitiert und erwarb die Lehrbefugnis für Bürgerliches Recht, Römisches Recht, Handels- und Gesellschaftsrecht. 1977 erhielt John eine Professur an der  Universität Mainz. 1982 wurde er ordentlicher Professor für Bürgerliches Recht, Handels- und Gesellschaftsrecht an der Universität Trier.
1985 verunglückte John tödlich im Haus seiner Eltern bei dem Versuch, die Fernsehantenne auf dem Dach zu richten. Die Universität Trier ehrte John mit einer akademischen Gedenkfeier.
Johns Nachfolger auf der Trierer Professur wurde Peter-Christian Müller-Graff.

## Werk
Bereits als Schüler verfasste John den Jugendroman „Der Primus und der Neue“, in dem es darum geht, dass sich ein Schüler in seiner neuen Klasse durchsetzen muss. Die Dissertation Johns ist dem vorklassischen römischen Recht gewidmet. Sie behandelt ein spezielles Problem der Testamentsauslegung. In seinen späteren Werken ging es John vor allem um die rechtsdogmatische Analyse von Problemen des Gesellschaftsrechts. Er beschäftigte sich mit der sogenannten Einmann-GmbH und der Gesellschaft bürgerlichen Rechts.

## Veröffentlichungen (Auswahl)
- Der Primus und der Neue, Boje, Stuttgart, 1962.
- Die Auslegung des Legats von Sachgesamtheiten im römischen Recht bis Labeo, Duncker & Humblot, Berlin 1970.
- Die organisierte Rechtsperson, System und Probleme der Personifikation im Zivilrecht, Duncker & Humblot, Berlin 1977.
- Die Gründung der Einmann-GmbH, Otto Schmidt, Köln 1986.

## Nachrufe
- Christoph Krampe, ‘Uwe John †’, JZ 1985, 783 f.
- Walter F. Lindacher, ‘Uwe John †’, NJW 1985, 1687.
- Joseph Georg Wolf, ‘Uwe John zum Gedächtnis’, ZRG (Rom. Abt.) 103 (1986) 656–658.

| Personendaten    | Personendaten                                                        |
| ---------------- | -------------------------------------------------------------------- |
| NAME             | John, Uwe                                                            |
| KURZBESCHREIBUNG | deutscher Kinderbuchautor, Rechtswissenschaftler und Hochschullehrer |
| GEBURTSDATUM     | 22. September 1942                                                   |
| GEBURTSORT       | Königsberg                                                           |
| STERBEDATUM      | 6. April 1985                                                        |
| STERBEORT        | Saarbrücken                                                          |